# Ивлево (Вологодская область)
Ивлево — деревня в Вологодском районе Вологодской области.
Входит в состав Майского сельского поселения (с 1 января 2006 года по 8 апреля 2009 года входила в Рабоче-Крестьянское сельское поселение), с точки зрения административно-территориального деления — в Рабоче-Крестьянский сельсовет.
Расстояние по автодороге до районного центра Вологды — 10,1 км, до центра муниципального образования Майского — 0,5 км. Ближайшие населённые пункты — Майский, Дмитриево, Варламово, Сальково, Панькино, Никулино.
По переписи 2002 года население — 20 человек (11 мужчин, 9 женщин). Всё население — русские.